# Ioan Andreescu
Ioan Andreescu (n. 19 mai 1881, Petrilova, comitatul Timiș, Regatul Ungariei – d. 19 mai 1943)  a fost un deputat în Marea Adunare Națională de la Alba Iulia, organismul legislativ reprezentativ al „tuturor românilor din Transilvania, Banat și Țara Ungurească”, cel care a adoptat hotărârea privind Unirea Transilvaniei cu România la 1 decembrie 1918.

## Biografie
Între anii 1906-1919 a fost preot paroh și director școlar al comunei Voivodina, comitatul Timiș, rămasă apoi Iugoslaviei. Ca delegat oficial al circumscripției electorale Moravița, Timiș, Ioan Andreescu a întâlnit obstacole în drumul său, sârbii împiedicând deplasarea delegaților. Reușind să înșele vigilența lor, a fost urmărit și șicanat, fiind nevoit să-și părăsească căminul și să se refugieze în România. La vremea aceea Moravița cuprindea comunele din jurul  Vârșețului, cu majoritate românească, având centrul de votare la extremitatea nordică, într-o comună șvăbească, deci guvernamentală (sistem tipic unguresc). Alegerile parlamentare erau înălțătoare, pline de entuziasm, adevărate prilejuri de înfrățire și educație națională românească. Andreescu Ion, moare la 30 august 1943, la vârsta de 62 de ani.

## Activitatea politică
Ca deputat în Adunarea Națională din 1 decembrie 1918 a fost delegat al Cercului Moravița, Timiș. În noiembrie 1918 a organizat sfatul (comitetul) național român și garda națională română în comună, când autoritățile ungurești au fugit, fiind președintele lor până la normalizarea situației. Din toamna anului 1919 a devenit profesor secundar titular definitiv la liceul de băieți ”C. Diaconovici-Loga” din Timișoara, până în Septembrie 1941, când iese la pensie.